# Mitchellville (Arkansas)
Mitchellville è una città degli Stati Uniti d'America situata nello Stato dell'Arkansas, nella Contea di Desha.